# ژان-لوئی بونی
ژان-لوئی بونی (انگلیسی: Jean-Louis Baugnies؛ زادهٔ ۱۷ ژوئن ۱۹۵۷) دوچرخه‌سوار اهل بلژیک است.